# Brasil Open 2018
Brasil Open 2018 byl tenisový turnaj pořádaný jako součást mužského okruhu ATP World Tour, který se odehrával v hale Ginásio do Ibirapuera na antukových dvorcích, kam se po dvou letech vrátil z otevřeného areálu Esporte Clube Pinheiros. Probíhal mezi 26. únorem až 4. březnem 2018 v brazilském městě São Paulo jako osmnáctý ročník turnaje.
Turnaj s rozpočtem 582 870 dolarů patřil do kategorie ATP World Tour 250. Nejvýše nasazeným v singlové soutěži se stal devatenáctý tenista světa Albert Ramos-Viñolas ze Španělska. Posledním přímým účastníkem v hlavní singlové soutěži se stal portugalský 113. hráč žebříčku Gastão Elias.
Šestou singlovou trofej na okruhu ATP Tour vybojoval 30letý Ital Fabio Fognini, jenž všechny tituly vyhrál na antuce. Premiérovou společnou trofej ze čtyřhry si odvezl argentinský pár Federico Delbonis a Máximo González.

## Rozdělení bodů a finančních odměn

### Rozdělení bodů
| Soutěž  | vítězové | finalisté | semifinalisté | čtvrtfinalisté | 16 v kole | 32 v kole | Q  | Q2 | Q1 |
| ------- | -------- | --------- | ------------- | -------------- | --------- | --------- | -- | -- | -- |
| dvouhra | 250      | 150       | 90            | 45             | 20        | 0         | 12 | 6  | 0  |
| čtyřhra | 250      | 150       | 90            | 45             | 0         | —         | —  | —  | —  |

### Finanční odměny
| Soutěž                              | vítězové | finalisté | semifinalisté | čtvrtfinalisté | 16 v kole | 32 v kole | Q2     | Q1     |
| ----------------------------------- | -------- | --------- | ------------- | -------------- | --------- | --------- | ------ | ------ |
| dvouhra                             | $92 850  | $48 500   | $26 275       | $14 970        | $8 820    | $5 225    | $2 350 | $1 175 |
| čtyřhra                             | $27 980  | $14 710   | $7 970        | $4 560         | $2 670    | —         | —      | —      |
| částka ve čtyřhře je uvedena na pár |          |           |               |                |           |           |        |        |

## Mužská dvouhra

### Nasazení
| Stát                          | Hráč                 | ATP | Nasazení |
| ----------------------------- | -------------------- | --- | -------- |
| Španělsko                     | Albert Ramos-Viñolas | 19. | 1.       |
| Itálie                        | Fabio Fognini        | 21. | 2.       |
| Uruguay                       | Pablo Cuevas         | 33. | 3.       |
| Francie                       | Gaël Monfils         | 39. | 4.       |
| Argentina                     | Leonardo Mayer       | 49. | 5.       |
| Argentina                     | Guido Pella          | 55. | 6.       |
| USA                           | Tennys Sandgren      | 60. | 7.       |
| Argentina                     | Federico Delbonis    | 63. | 8.       |
| Žebříček ATP k 19. únoru 2018 |                      |     |          |

### Jiné formy účasti
Následující hráči obdrželi divokou kartu do hlavní soutěže:
- Thiago Monteiro
- Corentin Moutet
- Thiago Seyboth Wild

Následující hráči postoupili z kvalifikace:
- Guilherme Clezar
- João Domingues
- Sebastian Ofner
- Renzo Olivo

### Odhlášení
před začátkem turnaje
- Cedrik-Marcel Stebe → nahradil jej  Gastão Elias
- Jiří Veselý → nahradil jej  Carlos Berlocq

## Mužská čtyřhra

### Nasazení
| Stát                                                                                   | Hráč                    | Stát        | Hráč               | ATP  | Nasazení |
| -------------------------------------------------------------------------------------- | ----------------------- | ----------- | ------------------ | ---- | -------- |
| Uruguay                                                                                | Pablo Cuevas            | Argentina   | Horacio Zeballos   | 55.  | 1.       |
| Chile                                                                                  | Hans Podlipnik-Castillo | Bělorusko   | Andrej Vasilevskij | 97.  | 2.       |
| Argentina                                                                              | Guillermo Durán         | Argentina   | Andrés Molteni     | 110. | 3.       |
| Nizozemsko                                                                             | Wesley Koolhof          | Nový Zéland | Artem Sitak        | 120. | 4.       |
| Žebříček ATP k 19. únoru 2018; číslo je součtem žebříčkového postavení obou členů páru |                         |             |                    |      |          |

### Jiné formy účasti
Následující páry obdržely divokou kartu do hlavní soutěže:
- Thomaz Bellucci /  André Sá
- Dorian Descloix /  Gaël Monfils

Následující pár nastoupil z pozice náhradníka:
- Pedro Bernardi /  Thiago Monteiro
- Fabrício Neis /  Renzo Olivo

### Odhlášení
před začátkem turnaje
- Nicolás Jarry
- Gerald Melzer

v průběhu turnaje
- Pablo Cuevas

### Skrečování
- Fabrício Neis

## Přehled finále

### Mužská dvouhra
- Fabio Fognini vs.  Nicolás Jarry, 1–6, 6–1, 6–4

### Mužská čtyřhra
- Federico Delbonis /  Máximo González vs.  Wesley Koolhof /  Artem Sitak, 6–4, 6–2